# SANAE IV
SANAE IV (skrót od ang. South African National Antarctic Expedition) – całoroczna stacja antarktyczna, należąca do Republiki Południowej Afryki, położona na Ziemi Królowej Maud na Antarktydzie Wschodniej.

## Położenie i warunki
Stacja znajduje się na nunataku Vesleskarvet (norw. „mała naga góra”), położonym około 170 km od wybrzeża Oceanu Południowego. Dostęp do stacji jest możliwy z wybrzeża za pośrednictwem ciężkich pojazdów gąsienicowych lub helikopterów – na stacji znajduje się lądowisko, obsługujące loty w obrębie Ziemi Królowej Maud. Stacja ma połączenie satelitarne z resztą świata (obsługiwane z Kapsztadu), pomieszczenia mieszkalne, rekreacyjne, obsługę medyczną i własny system oczyszczania ścieków; odpady są wywożone do RPA.
Trzy budynki stacji mają aerodynamiczny kształt i są umieszczone na platformach wzniesionych ponad szczyt skały, przez co śnieg niesiony wiatrem nie gromadzi się na nich. Stacja znajduje się w pobliżu krawędzi klifu o wysokości 210 m. Najsilniejszy zmierzony poryw wiatru miał prędkość 208 km/h, a ocenia się, że uderzenie wiatru, które w 2006 r. zmiotło anemometr stacji, było jeszcze silniejsze. Powietrze w rejonie stacji jest bardzo suche, co w połączeniu z silnymi wiatrami sprawia, że na stacji SANAE IV problemem bywa elektryzowanie się przedmiotów, groźne dla sprzętu elektronicznego i dokuczliwe dla ludzi.

## Historia i działalność
Pierwsza południowoafrykańska wyprawa na Antarktydę odbyła się w 1960 roku; polarnicy ze Związku Południowej Afryki nie posiadali jeszcze własnej stacji i zimowali w norweskiej bazie. W 1962 roku RPA zbudowała swoją pierwszą stację SANAE I, w sąsiedztwie norweskiej. Pierwsze trzy stacje SANAE były położone na Lodowcu Szelfowym Fimbul, przez co czas jej istnienia był ograniczony: budynki pokrywał gromadzący się śnieg, a ruch lodowca przenosił je w stronę oceanu. Stalowa konstrukcja SANAE III, wybudowana w lecie 1978/79, została zaprojektowana tak, aby wytrzymać masę napierającego śniegu, ale i ona z czasem przestała być bezpiecznym schronieniem – do roku 1994 pokryło ją 14 m śniegu. W latach 90. XX wieku zapadła decyzja o posadowieniu czwartej bazy SANAE na skale, 220 km na południe od SANAE III. Budowa została ukończona w 1997 roku. W 2001 roku pojawiły się zastrzeżenia dotyczące kolorystyki stacji, która miała łatwo dostrzegalny z powietrza pomarańczowy dach, białe ściany i niebieski spód: były to kolory flagi Republiki Południowej Afryki z czasów apartheidu. Politycy zażądali zmiany, w związku z czym spód stacji został przemalowany na czerwono.
Program badań antarktycznych RPA obejmuje geofizykę, w tym badania pogody kosmicznej, zmienności klimatu i bioróżnorodności. Prace dotyczą także ludzkiej obecności w Antarktyce i jej wpływu na środowisko oraz rozwoju technologii potrzebnej do badań tej części świata.